# Daisuke Nasu
Daisuke Nasu (那須 大亮, Nasu Daisuke) est un footballeur japonais né le 10 octobre 1981. Il évolue au poste de défenseur.

## Biographie
Daisuke Nasu participe aux Jeux olympiques d'été de 2004 avec le Japon.
En club, il joue principalement en faveur du Yokohama F. Marinos et du Júbilo Iwata.

## Palmarès
- Champion du Japon en 2003 et 2004 avec le Yokohama F. Marinos
- Vainqueur de la Coupe de la Ligue japonaise en 2010 avec le Júbilo Iwata
- Vainqueur de la Coupe Suruga Bank en 2011 avec le Júbilo Iwata
- Vainqueur de la Coupe de l'Empereur : 2019 le  Vissel Kobe
- Vainqueur de la Supercoupe du Japon de football : 2020  Vissel Kobe